# Yesh Atid
Yesh Atid (en hébreu : יש עתיד, qui signifie « Il y a un futur ») est un parti politique israélien centriste et laïque créé en janvier 2012 par Yaïr Lapid.
Yesh Atid a fait une entrée spectaculaire sur la scène politique israélienne lors des élections législatives israéliennes de 2013 en obtenant 14 % des voix et 19 sièges sur les 120 que compte la Knesset, devenant ainsi la deuxième force politique du pays.

## Histoire
En janvier 2012, Yaïr Lapid annonce qu'il met fin à sa carrière de journaliste afin de se lancer en politique. Il crée en avril le parti Yesh Atid et dévoile les principaux axes de son programme. Dans le contexte politique israélien de 2012, le point du programme qui reçoit le plus d'attention concerne l'obligation de service militaire (ou civil) pour tous, autrement dit la fin de l'exemption des haredim, jugée anticonstitutionnelle par la Cour suprême deux mois plus tôt. Le règlement interne et les statuts du parti, qui donnent tous les pouvoirs à Yaïr Lapid et lui garantissent de rester président jusqu'au moins 2020, sont critiqués par de nombreux observateurs et personnalités politiques israéliennes.
Lapid a déclaré que Yesh Atid différait du Shinouï, un parti libéral anticlérical qui fut dirigé par son père Tomy Lapid, de par sa diversité et la présence de figures religieuses comme le rabbin Shaï Piron (numéro 2 du parti aux élections de 2013 et 2015). Malgré cela, beaucoup d'analystes politiques considèrent les deux partis très similaires et Yesh Atid a, de fait, largement absorbé l'électorat du Shinouï.[réf. nécessaire]

### 19eKnesset /33egouvernement
Yesh Atid créa la surprise lors des élections législatives de janvier 2013 en arrivant en 2e position derrière la liste commune du Likoud et d'Israel Beytenou après avoir obtenu 19 sièges sur les 120 que compte la Knesset. Aucun des sondages publiés dans les jours précédant l’élection n’avait anticipé ce succès, estimant en moyenne que le nouveau parti obtiendrait 11 sièges.
Yaïr Lapid posa trois conditions à l’entrée de son parti dans la coalition menée par le Likoud de Benjamin Netanyahou : réforme du gouvernement (limitation du nombre de ministres à 18 et suppression des ministres « sans portefeuille »), service militaire pour tous (fin de l’exemption des haredim) et reprise des négociations de paix avec les Palestiniens.
Un accord fut trouvé le 15 mars 2013 et Yesh Atid obtint 5 ministères, dont ceux de l’Éducation et de la Santé. Yaïr Lapid, qui convoitait le ministère des Affaires étrangères, dut se résoudre à accepter à la place le ministère des Finances. Les analystes politiques s’accordèrent à voir dans cette nomination à un poste traditionnellement impopulaire la volonté du Premier ministre Benjamin Netanyahou d’éroder la cote de popularité de Lapid auprès des Israéliens.
Les mesures de rigueur budgétaire prises par Lapid dès son entrée en fonction (réduction drastique de la dette publique et du déficit budgétaire) entrainèrent de fait une baisse sensible de sa popularité dans l’opinion. Une enquête publiée près d’un an après les élections montrait que Yesh Atid n’obtiendrait plus que 10 sièges si les élections se tenaient à nouveau. Lapid défendit son bilan, accusant le gouvernement précédent d’avoir mené le pays dans une situation budgétaire catastrophique à laquelle il n’avait d’autre choix que de remédier, quitte à en payer le prix politique.
Yesh Atid parvint cependant à faire voter plusieurs mesures phares de son programme, notamment la limitation du nombre de ministres à 18, l'enrôlement progressif des ultra-orthodoxes dans l’armée, la réforme du baccalauréat ou encore la gratuité des médicaments pour les survivants de la Shoah.
En décembre 2014, soit seulement 18 mois après la formation du gouvernement, le Premier ministre Benjamin Netanyahou annonça son intention de le dissoudre et de convoquer des élections anticipées. Selon lui, les divergences entre les différents partis de la coalition sur la question du budget et du processus de paix rendaient le fonctionnement du gouvernement impossible. Quelques heures plus tard, il adressait à Yaïr Lapid et Tzipi Livni (ministre de la Justice, chargé des négociations de paix) une lettre de renvoi. Les quatre autres ministres de Yesh Atid (Shai Piron, Yael German, Meir Cohen et Yaakov Peri) remirent leur démission le jour même.

### 20eKnesset / opposition
Lapid critique fortement la décision de Netanyahou de convoquer des élections anticipées jugées « inutiles et coûteuses ». Il accuse le Premier ministre d’avoir délibérément dissout le gouvernement juste avant le vote du nouveau budget, et ce à des fins politiciennes et au détriment de l’intérêt du pays. L’alliance entre Tzipi Livni et Itzhak Herzog au centre gauche (l’Union sioniste) et l’émergence d’un nouveau parti de centre droit (Koulanou de Moshe Kahlon) viennent encore compliquer la tâche de Lapid en réduisant l’espace politique de Yesh Atid.
Le parti obtient 11 sièges lors des élections, faisant de lui la quatrième force politique du pays, derrière le Likoud (30), l’Union sioniste (24) et la Liste unifiée (13).
Yesh Atid refuse de rejoindre la nouvelle coalition de Benjamin Netanyahou qui inclut notamment deux partis ultra-orthodoxes (Shas et Yahadout Hatorah) particulièrement hostiles aux réformes menées par Yesh Atid pour supprimer les privilèges des haredim. Le nouveau gouvernement revient, de fait, sur la quasi-totalité des réformes initiées par Yesh Atid : fin de la limitation du nombre de ministres, restauration de l’exemption de service militaire pour les haredim, hausse des allocations familiales et des allocations aux étudiants de Yeshivot. 
Yair Lapid fustige ce qu’il considère comme « la vente en liquidation » du pays au nom d’intérêts sectoriels. Lapid critique par ailleurs vivement le coût exorbitant des accords de coalition passés entre les différentes factions et la nouvelle dérive budgétaire du gouvernement.
Yesh Atid saisit également la Cour suprême après le vote de l'amendement à sa loi sur le service militaire pour tous, jugeant l’exemption faite aux haredim anticonstitutionnelle.
Depuis 2015, Lapid met la question diplomatique au centre de son discours et de son action politique. Il critique Netanyahou pour son inaction face à l’isolement diplomatique d’Israël sur la scène internationale et la détérioration sensible de ses relations avec les États-Unis. Lapid effectue plusieurs voyages diplomatiques en Europe et aux États-Unis pour défendre la position d’Israël et lutter contre la campagne de boycott lancée par le mouvement Boycott, désinvestissement et sanctions.
Un sondage publié en janvier 2016 dans le quotidien Yediot Aharonot crédite Yesh Atid de 18 mandats en cas d'élections. Un autre sondage publié dans Maariv en mars 2016 attribue 21 mandats au parti. En septembre 2016, un sondage commandé par la deuxième chaîne israélienne place pour la première fois Yesh Atid en tête des intentions de vote avec 24 mandats, contre 22 au Likoud.
Le 28 mars 2024, Yesh Atid tient sa première élection interne pour désigner son dirigeant. Yaïr Lapid, président sortant, affronte Ram Ben-Barak (en), membre de la Knesset. Yaïr Lapid conserve son poste avec 308 voix contre 279 pour Ben-Barak. Sur les 720 membres appelés à élire un président, 587 se prononcent. Le faible écart entre Yaïr et son adversaire est considéré comme une surprise d'autant plus que Ben-Barak affirme ne pas avoir de différence de programme avec Yapid mais met surtout en avant une méthode plus collaborative de travail.

## Programme et idéologie

### Huit objectifs du parti
Dans la demande présentée au registre des partis, Yaïr Lapid a énuméré huit objectifs pour Yesh Atid. Selon cette déclaration, les buts du parti sont les suivants,, :
- Modification des priorités en Israël, en mettant l'accent sur la vie civile : l'éducation, le logement, la santé, les transports et la police ainsi que l'amélioration de la condition de la classe moyenne.
- Modification du système de gouvernement.
- L'égalité dans l'éducation : tous les élèves des écoles israéliennes doivent être scolarisés, tous les Israéliens seront enrôlés dans l'armée, et tous les citoyens israéliens seront encouragés à chercher du travail y compris les ultra-orthodoxes.
- Lutter contre la corruption politique y compris la corruption au sein du gouvernement sous la forme d'institutions comme le « ministre sans portefeuille », en optant pour un gouvernement de 18 ministres au plus et fortifier la primauté du droit et la protection du statut de la Cour suprême de Justice.
- La croissance et l'efficacité économique : la création de moteurs de croissance comme moyen de lutte contre la pauvreté, la lutte contre la bureaucratie, l'élimination des obstacles pour les entrepreneurs, l'amélioration du système de transport, la réduction du coût de la vie et du logement et l'amélioration de la mobilité sociale grâce à l'aide aux petites entreprises.
- Loi sur l'éducation en coopération avec les syndicats d'enseignants, élimination de la plupart des examens du baccalauréat et augmentation de l'autonomie des écoles.
- Promulguer une constitution pour régir les relations tendues entre les groupes de population en Israël.
- Lutter pour la paix conformément à un plan de « deux États pour deux peuples » tout en conservant les grands blocs de colonisation israéliennes et en garantissant la sécurité d'Israël.
- Création d'un mariage civil.

## Députés à la25eKnesset
1. Yair Lapid
2. Orna Barbivai
3. Meir Cohen
4. Karin Elharar
5. Meirav Cohen
6. Yoel Razvozov
7. Elazar Stern
8. Mickey Levy
9. Meirav Ben-Ari
10. Ram Ben Barak
11. Yoav Segalovich
12. Boaz Toporovsky
13. Michal Shir
14. Idan Roll
15. Yorai Lahav-Hertzanu
16. Vladimir Beliak
17. Ron Katz
18. Matti Sarfati Harkavi
19. Tania Mazarsky
20. Yasmin Fridman
21. Debbie Biton
22. Moshe Tur-Paz
23. Simon Davidson
24. Naor Shiri

## Résultats électoraux

### Élections législatives
| Année d'élection | Chef de file | Voix                                | %                                   | Rang                                | Sièges   | Gouvernement        |
| ---------------- | ------------ | ----------------------------------- | ----------------------------------- | ----------------------------------- | -------- | ------------------- |
| 2013             | Yaïr Lapid   | 543 458                             | 14,3                                | 2e                                  | 19 / 120 | Netanyahou III      |
| 2015             | Yaïr Lapid   | 371 602                             | 8,8                                 | 4e                                  | 11 / 120 | Opposition          |
| 04/2019          | Yaïr Lapid   | Au sein de l'alliance Bleu et blanc | Au sein de l'alliance Bleu et blanc | Au sein de l'alliance Bleu et blanc | 15 / 120 | Pas de gouvernement |
| 09/2019          | Yaïr Lapid   | Au sein de l'alliance Bleu et blanc | Au sein de l'alliance Bleu et blanc | Au sein de l'alliance Bleu et blanc | 13 / 120 | Pas de gouvernement |
| 2020             | Yaïr Lapid   | Au sein de l'alliance Bleu et blanc | Au sein de l'alliance Bleu et blanc | Au sein de l'alliance Bleu et blanc | 13 / 120 | Opposition          |
| 2021             | Yaïr Lapid   | 614 112                             | 13,9                                | 2e                                  | 17 / 120 | Bennett-Lapid       |
| 2022             | Yaïr Lapid   | 847 435                             | 17,8                                | 2e                                  | 24 / 120 | Opposition          |